# Мохамед Салах
Мохамед Салах Гали (на арабски: محمد صلاح) е египетски футболист, който играе за английския Ливърпул и националния отбор на Египет.

## Кариера

### Ел Мокаулун
Салах е юноша на Ел Мокаулун. Прави дебюта си за първия отбор на 3 май 2010, влизайки като резерва. През последвалия сезон 2010/11, Салах се утвърждава като титуляр, и на 25 декември 2010 отбелязва и първия си гол за мъжкия отбор. През следващия сезон (2011/12), Салах отново е несменяем титуляр, но първенството е прекратено за срок от 2 години поради безредици.

### Базел
На 10 април 2012 ръководството на Базел обявява, че Салах е подписал 4-годишен договор с отбора. Салах записва първите си минути с Базел по време на мач срещу Стяуа Букурещ. Официалният му дебют е на 8 август срещу Молде. През сезон 2012/13, с екипа на Базел, Салах отбелязва гол срещу Тотнъм на 1/4-финалите на Лига Европа, помагайки на своя тим да отстрани Тотнъм. На полуфиналите Базел се изправя срещу Челси. Салах отбелязва гол в реванша на Стамфорд Бридж, но Базел отпада с общ резултат 2 – 5. Във вътрешното първенство Базел печели титлата. В плейофа за груповата фаза на шампионската лига през 2013/14, Салах отбелязва два гола срещу българския шампион Лудогорец. В груповата фаза на шампионската лига Салах отбелязва общо 3 гола.

### Челси
На 23 януари 2014 Челси обявява, че Салах е закупен за сумата от 11£ милиона паунда. На 8 февруари 2014 Салах прави дебюта си за Челси, влизайки като резерва срещу Нюкасъл. Преди началото на сезон 2014/15 се появяват слухове, че Салах ще бъде принуден да се върне в родината си, за да отбие военната си служба, като по-късно е официално оповестено, че службата му е отменена. През сезона обаче Салах не успява да се наложи в стартовия състав, записвайки минути в само 3 мача.

### Фиорентина
На 2 февруари 2015 става ясно, че Салах ще доиграе сезона във Фиорентина. Прави дебюта си на 14 февруари срещу Сасуоло, отбелязвайки първия си гол за отбора в 30-а минута, а по-късно прави асистенция. Две седмици по-късно Салах отбелязва първия си гол за Фиорентина в Лига Европа срещу Тотнъм.

### Рома
На 6 август 2015 Салах се присъединява към отбора на Рома, първоначално под наем, с опция за постоянно откупуване. Прави дебюта си на 22 август срещу Верона. На 1 октомври Рома го купува за постоянно. През сезон 2016/17 става основен играч на Рома, с което привлича интереса на европейските грандове.

### Ливърпул
На 22 юни 2017 г. Салах става част от Ливърпул. Египтянинът пасва на офанзивния футбол на Юрген Клоп и оформя нападателно трио със Садио Мане и Роберто Фирмино. Още с първите си двубои с червената фланелка, печелейки приза за Футболист на месеца през август 2017 г. По време на сезона става футболистът, отбелязал най-бързо 20 гола с екипа на Ливърпул, отбелязвайки 20-о си попадение в 26-ия си мач. По този начин египтятнинът изравнява рекорда на Джордж Алън от 1895 г. На 17 март 2018 г. вкарва първия си хеттрик за Ливърпул при победата над Уотфорд с 5:0. Освен това, със своите 36 гола през сезона става най-резултатният футболист в Топ 5 първенствата на Европа, изпреварвайки по този показател имена като Лионел Меси и Хари Кейн. Салах е в основата на силния сезон на Ливърпул, като мърсисайдци достигат финал на Шампионската лига, където губят от Реал Мадрид. Избран е за Футболист на годината във Висшата лига за сезон 2017/18.
На 2 юли 2018 г. удължава договора си с Ливърпул. През септември 2018 г. е удостоен с трето място в класацията за Футболист на сезона на ФИФА, а голът му срещу Евертън е избран за най-красив през сезон 2017/18.
През 18/19 сезона допринася за отбора на Ливърпул 97 точки. Това обаче не стига да спечелят титлата. Ман Сити печелят титлата само с 1 точка преднина. Печели също и втората си златна обувка заедно със Садио Мане и Пиер Емерик Аубаменянг, които са вкарали по 22 гола. На 1 юни с втория най-бърз гол в историята на финал на УЕФА Шампионска лига, той печели първата си Шампионска лига, която е и първи трофей за него с фланелката на Ливърпул. През сезон 2019/2020 отбелязва 19 гола в 34 срещи за Ливърпул в Премиер Лийг и е с основен принос за спечелването на шампионската титла в първенството. Салах отбелязва гол номер 100 за Ливърпул във всички турнири на 17 октомври 2020 г. при равенството 2-2 срещу Евертън. Салах става играчът отбелязал най-бързо 100 гола за Ливърпул в първа дивизия, изпреварвайки Хънт и Паркинсън, които са го правили за по-кратко време, но с голове в първа и втора дивизия.

## Национален отбор
Салах записва 22 мача за младежките гарнитури на Египет, с които участва на Световно първенство за младежи през 2011 и на Олимпийските игри през 2012.
На 3 септември 2011 Салах прави дебюта си за мъжкия национален отбор в мач срещу Сиера Леоне. Отбелязва първия си гол срещу Нигер.
През 2017 г. Салах е в основата на класирането на Египет за Мондиал 2018, което е първо за страната от 1990 г. насам. В група с Уругвай, Русия и Саудитска Арабия обаче „фараоните“ не записват нито една победа и не излизат от групата.